# Козлянино
Козлянино — деревня в городском округе Кашира Московской области.

## География
Находится в южной части Московской области на расстоянии приблизительно 20 км на юго-восток по прямой от железнодорожной станции Кашира.

## История
Известна с 1624 года. В 1917 году 33 двора. В советское время работали колхозы «Парижская коммуна», «Искра», совхоз «Каменский». В 1995 году числилось 4 одноэтажных дома. До 2015 года входила в состав сельского поселения Домнинского Каширского района.

## Население
Постоянное население составляло 221 человек (1917), 3 человека в 2002 году (русские 100 %), 7 в 2010.